# Афганистан на Сурдлимпийских играх
Афганистан участвует в летних Сурдлимпийских играх с Игр 2017 года (медалей на летних Играх пока не завоевали), в зимних Сурдлимпийских играх до настоящего времени не участвовал.